# Teofano (X secolo)
Teofano (in greco Θεοφανώ?; Laconia, 941 – ...) fu Basilissa dei Romei (Imperatrice d'Oriente), moglie di Romano II e di Niceforo II Foca; fu anche reggente dell'impero per i figli e poi amante di Giovanni I Zimisce.

## Biografia
Secondo le cronache dell'epoca, Teofano era una donna di bellissimo aspetto; nata da una famiglia di locandieri nel Peloponneso, ebbe inizialmente il nome di Anastaso. Sposò nel 958 Romano II, che era l'erede al trono di Bisanzio, assumendo il nuovo nome Teofano.
Quando il 9 novembre del 959 Costantino VII Porfirogenito morì, prese le redini dell'Impero (di fatto suo marito era impotente davanti a lei), tanto che Teofano in un primo momento esiliò all'interno dello stesso palazzo reale Elena Lecapena, madre di Romano II e moglie di Costantino VII, e le sue cinque figlie, sorelle di Romano II, e dopo un po' obbligò le cinque principesse a prendere il velo monacale.
Teofano iniziò ad eliminare tutti i burocrati: a Basilio, l'ex ciambellano, che era anche zio di Romano, fu data la carica di proedrus, e questo significò diventare il secondo uomo in ordine di importanza di Costantinopoli; divenne ciambellano l'eunuco Giuseppe Bringa, che prima aveva il ruolo di primo ministro.
Durante i sette anni di matrimonio Teofano partorì tre figli, due maschi e una femmina: Basilio (958), Costantino (960), e Anna (963), che successivamente divenne moglie di Vladimiro I di Kiev.
Il 15 marzo 963 Romano morì; alcuni storici indicano in Teofano la responsabile della morte ipotizzando un avvelenamento, ma ciò è poco probabile. Teofano fu quindi nominata reggente dei figli Basilio e Costantino, che diventeranno entrambi imperatori.
Per rafforzare la sua posizione, Teofano sposò poi Niceforo II Foca, che nel frattempo era stato acclamato imperatore dall'esercito. Successivamente tradì il marito: insieme all'amante Giovanni Zimisce partecipò alla congiura che portò all'assassinio di Niceforo II e fece salire lo stesso Zimisce al trono. Quest'ultimo, su pressione del patriarca Polieucte, costrinse Teofano ad andare in esilio nell'isola di Prinkipo.
Solo alla morte di Zimisce, con la salita al trono dei figli, Teofano poté rientrare a Costantinopoli.

## Discendenza
Al marito Romano II Teofano diede tre figli:
- Basilio, che divenne imperatore con il nome di Basilio II nel 976;
- Costantino, che divenne imperatore nel 1025 con il nome di Costantino VIII;
- Anna, che sposò Vladimir I di Kiev.